# Microsoft Gaming
Microsoft Gaming est la division multinationale de jeux vidéo et de divertissement numérique de Microsoft, basée à Redmond, Washington, et créée en 2022. Elle produit les consoles et services de jeux vidéo Xbox, en plus de superviser la production et les ventes, et est dirigée par le PDG Phil Spencer, qui supervisait Xbox depuis 2014. Ses cinq labels de développement et d'édition sont : Xbox Game Studios, Bethesda Softworks, Activision, Blizzard Entertainment et King.
Avant 2022, Microsoft disposait de plusieurs gammes de produits différentes liées aux jeux vidéo, notamment du matériel Xbox, des services Xbox et des studios de développement de jeux. Microsoft Gaming est créé avec l'annonce du projet de Microsoft d'acquérir Activision Blizzard afin d'unifier toutes les sociétés de jeux de Microsoft au sein d'une seule division. Avec la finalisation de l'acquisition d’Activision Blizzard en 2023, Microsoft est devenue l'une des plus grandes entreprises de jeux, la troisième en termes de chiffre d'affaires et la plus grande en termes d'emploi.
La division possède la propriété intellectuelle de certaines des franchises médiatiques les plus populaires, les plus vendues et les plus rentables de tous les temps, notamment Call of Duty, Candy Crush, Warcraft, Halo, Minecraft et The Elder Scrolls.

## Histoire

### AvantMicrosoft Gaming(2001-2021)
Jusqu’en 2000, Microsoft n’avait qu’un nombre limité de réussites dans l'édition de jeux vidéo. Avec l'annonce de la première Xbox en 2000 et sa sortie en 2001, Microsoft crée une division de développement interne de jeux vidéo pour Xbox et Windows, alors connue sous le nom de Microsoft Game Studios. Le matériel Xbox reste alors une division distincte au sein de Microsoft. Après le départ de Steve Ballmer du poste de PDG de Microsoft, les investisseurs exercent des pressions sur l'entreprise pour qu'elle vende ou ferme son activité de jeux. Cependant, ces efforts ne connaissent pas de succès significatif. La division jeux de Microsoft, qui comprend des produits tels que la console Xbox, reste un axe stratégique pour l'entreprise. Sous la direction de Satya Nadella, qui assume le rôle de PDG depuis 2014, Microsoft continue d'investir et d'étendre sa présence sur le marché des jeux,. Depuis 2009, les activités jeux de Microsoft, y compris la division Xbox, sont situées sur Microsoft Redmond campus,.
Microsoft Game Studios réalise un certain nombre d'acquisitions de studios pour aider à développer la bibliothèque de jeux Xbox au cours de sa première décennie, notamment Bungie, Lionhead Studios et Rare, tout en créant les studios internes 343 Industries, pour le développement de Halo, et Turn 10 Studios pour les jeux Forza. En 2014, après la promotion de Satya Nadella au poste de PDG (conjuguée à l'ascension de Phil Spencer à la tête de Xbox), Microsoft se lance dans une nouvelle stratégie d'acquisition, en commençant par Mojang Studios, le développeur de Minecraft, pour 2,5 milliards de dollars. Entre 2014 et 2019, Microsoft Game Studios acquiert également plusieurs studios de premier plan, dont Ninja Theory, Playground Games, Obsidian Entertainment et inXile Entertainment. Ces acquisitions visent à positionner Microsoft Game Studios en tant qu'entreprise ayant le plus de capacité de développement interne, par rapport aux PlayStation Studios de Sony.
Microsoft lance le Xbox Game Pass en 2017, marquant une année charnière au cours de laquelle la société réévalue sa stratégie pour se concentrer sur un modèle commercial basé sur les services plutôt que sur des titres exclusifs. En privilégiant un modèle économique axé sur les services avec le Xbox Game Pass, Microsoft différencie son approche des stratégies des consoles traditionnelles qui s'appuyent souvent fortement sur des jeux exclusifs pour attirer les utilisateurs. Au lieu de rivaliser uniquement sur la base de contenus exclusifs, Microsoft vise à offrir une proposition de valeur plus large aux joueurs via un service d'abonnement donnant accès à une vaste bibliothèque de jeux,. En 2017, Phil Spencer est nommé vice-président exécutif des jeux chez Microsoft.
En 2019, dans le cadre d'un recentrage de l'image de marque plus large, Microsoft Game Studios est renommé Xbox Game Studios afin de s'aligner sur la marque matérielle Xbox, et acquiert en même temps Double Fine. Microsoft acquiert ZeniMax Media pour 8,1 milliards de dollars en 2020, la société mère d'id Software, MachineGames, Arkane Studios et l'éditeur Bethesda Softworks, afin d'élargir davantage son portefeuille de studios de développement de jeux. ZeniMax reste une entité distincte des Xbox Game Studios depuis son acquisition, bien que supervisée par Phil Spencer.

### Création et acquisition d'Activision Blizzard (2022-présent)
Microsoft annonce son projet d'acquisition d'Activision Blizzard pour 68,7 milliards de dollars le 18 janvier 2022. Simultanément, Microsoft annonce que les Xbox Game Studios, ZeniMax Media et Activision Blizzard relèvent dorénavent de Microsoft Gaming, la nouvelle division de jeux de Microsoft. Phil Spencer, PDG de Microsoft Gaming, déclare que l'une des principales raisons de l'acquisition d'Activision Blizzard est d'entrer sur le marché des jeux mobiles. Pendant ce temps, Bobby Kotick, PDG d'Activision Blizzard, explique avoir accepté l'offre afin d'accéder à davantage de talents, de capitaliser sur la demande croissante dans l'industrie du jeu vidéo et de rivaliser avec les sociétés de jeux en plein essor de Chine et du Japon. Microsoft Gaming conclut plusieurs accords de 10 ans avec des sociétés de jeux, notamment Sony, Nintendo, Nvidia, Boosteroid, Ubitus, Nware et EE pour amener Call of Duty sur leurs plateformes respectives au cours de la prochaine décennie,,,,,,,,. De plus, Microsoft Gaming vend les droits cloud gaming d'Activision Blizzard à Ubisoft pendant 15 ans en raison de la pression réglementaire résultant de l'acquisition d'Activision Blizzard. Après plusieurs contestations réglementaires, l'accord est conclu le 13 octobre 2023. Le coût total de l'acquisition s'élève à 75,4 milliards de dollars,. Cela fait de Microsoft le troisième éditeur de jeux vidéo après Tencent et Sony Interactive Entertainment. Le jour de l'annonce de l'acquisition, Phil Spencer crée la division Microsoft Gaming, prenant la relève en tant que PDG, tandis que Matt Booty dirige les Xbox Game Studios,,. Le rôle de Phil Spencer englobe toutes les activités mondiales de divertissement interactif de Microsoft sur tous les appareils et services,. En 2022, ZeniMax Media acquiert Nemesys Games, un studio hongrois de développement de jeux vidéo. À la suite de l'acquisition, Nemesys Games a été officiellement renommé ZeniMax Online Studios Hongrie.
Peu de temps après la finalisation de l'acquisition d'Activision Blizzard, Microsoft se réorganise une nouvelle fois et intègre la gamme de matériel Xbox à Microsoft Gaming, supervisé par Sarah Bond. Matt Booty est nommé président du contenu, des jeux et des studios, ce qui inclut la supervision des Xbox Game Studios et ZeniMax, tandis qu'Activision Blizzard reste directement sous Phil Spencer, Bobby Kotick restant PDG jusqu'au début de 2024 pour aider à la transition. Dans un courriel envoyé aux salariés, Bobby Kotick annonce qu'il quitte Activision Blizzard le 29 décembre 2023,. À la suite du départ de Bobby Kotick, Activision Blizzard subit des changements organisationnels pour se réaligner avec Microsoft Gaming. Les équipes de direction d'Activision, Blizzard Entertainment et King restent inchangées. La vice-présidente exécutive Lulu Meservey quitte Activision Blizzard le 31 janvier 2024.
Microsoft Gaming licencie 1 900 personnes (environ 8 % de ses effectifs) en janvier 2024. De plus, le président de Blizzard, Mike Ybarra, et le cofondateur et directeur de la conception de Blizzard, Allen Adham, quittent l'entreprise. Blizzard Entertainment serait l'entreprise la plus touchée par les licenciements. Project Odyssey, un jeu sur lequel Blizzard Entertainment travaillerait depuis six ans, est annulé. Toys for Bob et Sledgehammer Games auraient perdu plus de 30 % de leur personnel en raison des licenciements. Microsoft Gaming aurait également licencié toute l'équipe de support client interne d'Activision Blizzard et l'équipe dédiée à la commercialisation physique des jeux Xbox. Johanna Faries, l'ancienne directrice générale de la franchise Call of Duty, prend officiellement le rôle de nouvelle présidente de Blizzard Entertainment le 5 février 2024. Simultanément, Matt Cox la remplace à son ancien poste sur la franchise Call of Duty. En février, les bureaux de Toys for Bob ferment et les employés doivent travailler à distance.
Après des rumeurs début février 2024 selon lesquelles Microsoft chercherait à apporter certaines de ses exclusivités sur PlayStation 5 ou Nintendo Switch, et que Microsoft pourrait quitter le secteur du matériel, l'entreprise organise une présentation spéciale, le 15 février 2024, pour aborder la stratégie future de Microsoft Gaming et Xbox, avec Phil Spencer apparaissant aux côtés de Sarah Bond et de Matt Booty,,,. Spencer annonce que quatre jeux exclusifs Xbox sortiraient sur PlayStation 5 et Nintendo Switch à l'avenir, mais déclare que ces titres n'incluraient pas Starfield ni Indiana Jones et le Cercle ancien. Phil Spencer explique que l'une des raisons de cette décision est de développer les franchises Microsoft Gaming, et qu'il prévoit que dans les 5 à 10 prochaines années, les jeux exclusifs ne représenteront plus qu'une petite part de l'industrie du jeu vidéo. En outre, il est expliqué que la prochaine génération de matériel Xbox serait probablement révélée fin 2024 et que Microsoft commencerait à proposer les jeux Activision Blizzard sur le Game Pass, en commençant par Diablo IV en mars 2024,. Microsoft Gaming annonce que les quatre jeux à sortir sur d'autres plateformes sont Pentiment, Hi-Fi Rush, Grounded et Sea of Thieves. Le 29 février 2024, le studio Toys for Bob annonce son intention de se séparer de l'éditeur pour devenir un studio indépendant, mais confirme qu'il est prêt à travailler avec Activision et Microsoft sur de futurs projets,.
Le 9 avril 2024, Microsoft Gaming et NetEase Games annoncent un accord pour ramener les jeux Blizzard Entertainment en Chine. Auparavant, Blizzard avait mis fin à un accord d'édition avec NetEase en 2022. Microsoft Gaming révèle également son intention de renforcer leur collaboration grâce à un partenariat stratégique axé sur l'expansion de la disponibilité des jeux vidéo NetEase sur diverses plates-formes Microsoft Gaming.

## Produits

### Matériels et service de jeux vidéo
Microsoft Gaming développe et produit la gamme de consoles de jeux pour salon Xbox  ainsi que les périphériques associés. La société prend en charge les consoles avec des services en ligne, en utilisant le Xbox Network. Depuis la fin des années 2010, Microsoft a commencé à combiner son service d'abonnement payant standard, initialement connu sous le nom de Xbox Live Gold, avec le Xbox Game Pass, qui, en plus du support multijoueur en ligne et du matchmaking, offre aux abonnés une bibliothèque tournante de jeux auxquels jouer via la Xbox, sur les ordinateurs Windows ou via le jeu à la demande.

### Jeux vidéo
Parmi les franchises de jeux vidéo appartenant à Microsoft Gaming figurent Call of Duty, Minecraft, Halo, Warcraft , Diablo, StarCraft, Overwatch, The Elder Scrolls , Fallout, Crash Bandicoot, Spyro, Banjo-Kazooie, Killer Instinct, Perfect Dark, Doom, Wolfenstein, Quake, Dishonored, State of Decay, Pillars of Eternity, Battletoads, The Evil Within, Fable, Gears of War, Forza, Guitar Hero, Tony Hawk's, Microsoft Flight Simulator, Age of Empires et Candy Crush.

## Relations publiques

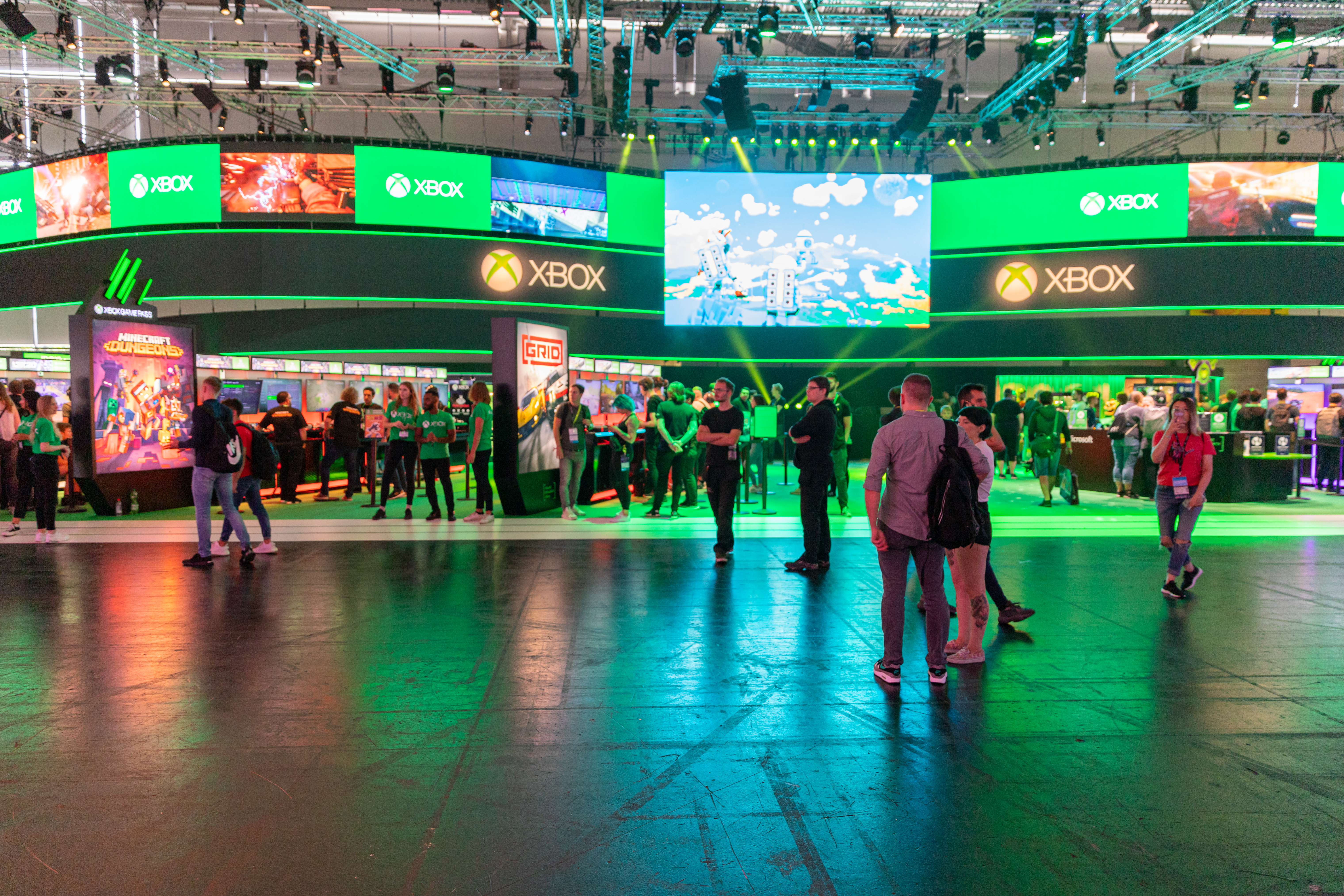
Xbox à la Gamescom

## Structure divisionnaire

### Gouvernance
| Rôle                                             | Nom               | Détails |
| ------------------------------------------------ | ----------------- | --- |
| Directeur général                                | Phil Spencer      | NC |
| Président, Xbox                                  | Sarah Bond        | Directrice de toutes les activités Xbox |
| Directeur de l'exploitation                      | Dave McCarthy     | Responsable de l'intégration d'Activision Blizzard au sein de Microsoft Gaming                                                                |
| Directeur financier                              | Tim Stuart        | Responsable de tous les projets au sein de Xbox, ZeniMax Media et Activision Blizzard et de ses finances, y compris les services Xbox Network |
| Vice-président corporatif et directeur marketing | Jerret West       | Responsable de l'équipe marketing chez Xbox et ZeniMax Media et supervise la distribution du matériel et des logiciels Xbox                   |
| Président, Contenu de jeux et studios            | Matt Booty        | Responsable de la supervision des jeux Xbox Game Studios, ZeniMax Media et Activision Blizzard dans le monde entier                           |
| Président, Xbox Game Studios                     | Alan Hartman      | Directeur général de Xbox Game Studios |
| Président, ZeniMax Media                         | Jamie Leder       | Directeur général de ZeniMax Media |
| Président, Activision                            | Rob Kostich       | Directeur général d'Activision |
| Président, Blizzard Entertainment                | Johanna Fariès    | Directrice générale de Blizzard Entertainment                                                                                                 |
| Président, King                                  | Tjödolf Sommestad | Directeur général de King |

## Filiales et studios
Microsoft Gaming a une présence mondiale et des studios situés partout dans le monde. À l'échelle mondiale, Microsoft possède 40 studios et emploie plus de 20 100 personnes. Alors que la majorité des activités de jeux de Microsoft sont basées aux États-Unis, la société a stratégiquement étendu sa portée à l'international. Cette approche globale permet à Microsoft de collaborer avec divers talents et de développer une large gamme d'expériences de jeu pour un public mondial. En plus des États-Unis, Microsoft a créé et acquis des studios dans divers pays tels que le Royaume-Uni, le Canada, la Suède, la France, l'Espagne, le Mexique, l'Allemagne, la Pologne, la Chine, le Japon, l'Irlande, Malte et l'Australie, contribuant ainsi au développement du statut d'acteur clé de l'industrie mondiale du jeu vidéo pour l'entreprise. Rien qu'au Royaume-Uni, Microsoft Gaming possède quatre studios de développement de jeux vidéo et emploie plus de 1 000 personnes. Playground Games, Rare, Ninja Theory et King font partie des studios appartenant à Microsoft au Royaume-Uni. Au Canada, Microsoft Gaming possède cinq studios de jeux vidéo, dont The Coalition et Beenox, ce qui en fait l'un des plus grands employeurs du jeux vidéo dans le pays, aux côtés d'Electronic Arts et d'Ubisoft.
| Microsoft Gaming | Microsoft Gaming | Microsoft Gaming |
| Xbox Game Studios | ZeniMax Media | Activision Blizzard |
| --- | --- | --- |
| - 343 Industries - Compulsion Games - Double Fine - inXile Entertainment - Mojang Studios - Ninja Theory - Obsidian Entertainment - Playground Games - Rare - The Coalition - The Initiative - Turn 10 Studios - Undead Labs - World's Edge - Xbox Game Studios Publishing | - Alpha Dog Games - Arkane Studios - Bethesda Softworks - Bethesda Game Studios - id Software - MachineGames - Roundhouse Studios - Tango Gameworks - ZeniMax Online Studios | - Activision - Activision Shanghai Studio - Beenox - Demonware - Digital Legends Entertainment - High Moon Studios - Infinity Ward - Raven Software - Sledgehammer Games - Solid State Studios - Treyarch - Blizzard Entertainment - Blizzard Albany - Proletariat - King - Major League Gaming - Activision Blizzard Studios |

### Traduction
- (en) Cet article est partiellement ou en totalité issu de l’article de Wikipédia en anglais intitulé « Microsoft Gaming » (voir la liste des auteurs).